# هاري بوش (لاعب كريكت)
هاري بوش (7 أكتوبر 1871 في المملكة المتحدة - 18 مارس 1942) (بالإنجليزية: Harry Bush)‏ هو لاعب كريكت بريطاني (وحمل سابقاً جنسية المملكة المتحدة لبريطانيا العظمى وأيرلندا). لعب مع نادي مقاطعة سري للكريكت ‏.